# Hino do Município de Santana do Maranhão
O Hino de Santana do Maranhão é um dos símbolos oficiais do município de Santana do Maranhão, localizado no norte do estado do Maranhão, Brasil. A letra foi composta por Raimundo de Oliveira Tavares, que também foi prefeito do município, e a música é de autoria do maestro Carlos Alberto de Araújo. Posteriormente, o arranjo musical passou por atualizações realizadas por Marcos Antônio do Nascimento.
O hino foi criado por volta do ano de 1996, durante a gestão de Raimundo de Oliveira Tavares como prefeito. Sua execução e ensino foram consolidados como obrigatórios nas escolas públicas municipais através do artigo 104 da Lei Orgânica do Município de Santana do Maranhão, de 6 de junho de 1997.
O hino é um dos símbolos oficiais do município. A letra completa está disponível no Wikisource.
| “ | Pela glória, pela glória Pelo passado, pela vitória Avante, avante, Santana do Maranhão >>> | ” |

Estribilho do Hino de Santana, escrito por Raimundo de Oliveira Tavares.